# 1991 na ciência

## Eventos
- Começou a ser comercializada a soja transgênica (modificada geneticamente)[carece de fontes?]

## Mortes
| Data           | Nome                    | Profissão              | Nacionalidade     | Observações                                                                                                   | Ref               |
| -------------- | ----------------------- | ---------------------- | ----------------- | --- | ----------------- |
| 11 de janeiro  | Carl David Anderson     | físico Prémio Nobel    | Estados Unidos    | n. 1905 Nobel da Física 1936                                                                                  | [ 1 ]             |
| 20 de janeiro  | Berta Bobath            | fisioterapeuta         | Alemanha          | n. 1907 |                   |
| 23 de janeiro  | Herbert Fröhlich        | físico                 | Alemanha          | n. 1905 Medalha Max Planck 1972                                                                               | [ 2 ]             |
| 30 de janeiro  | John Bardeen            | físico                 | Estados Unidos    | n. 1908 Nobel da Física 1956 Nobel da Física 1972 Medallha de Honra IEEE 1956 Medalha de Ouro Lomonossov 1987 | [ 1 ] [ 3 ] [ 4 ] |
| 6 de fevereiro | Salvador Luria          | microbiologista        | Itália            | n. 1912 Nobel de Fisiologia ou Medicina 1969                                                                  | [ 5 ]             |
| 5 de março     | Helmut Sick             | ornitólogo             | Alemanha / Brasil | n. 1910 |                   |
| 12 de março    | Ragnar Granit           | médico                 | Finlândia         | n. 1900 Nobel de Fisiologia ou Medicina 1967                                                                  | [ 5 ]             |
| 2 de maio      | Richard Threlkeld Cox   | físico                 | Estados Unidos    | n. 1898 |                   |
| 15 de junho    | William Arthur Lewis    | economista             | Reino Unido       | n. 1915 Nobel de Economia 1979                                                                                | [ 6 ]             |
| 8 de agosto    | James Irwin             | astronauta             | Estados Unidos    | n. 1930 |                   |
| 7 de setembro  | Edwin Mattison McMillan | químico                | Estados Unidos    | n. 1907 Nobel da Química 1951                                                                                 | [ 7 ]             |
| 14 de setembro | Russell Lynes           | escritor e historiador | Estados Unidos    | n. 1910 |                   |
| 19 de setembro | Lydia Cabrera           | antropóloga e poetisa  | Cuba              | n. 1899 |                   |
| 1 de dezembro  | George Joseph Stigler   | economista             | Estados Unidos    | n. 1911 Nobel de Economia 1982                                                                                | [ 6 ]             |
| 22 de dezembro | James Fletcher          | físico                 | Estados Unidos    | n. 1919 |                   |
| ??             | Alexandre Alencar       | neurologista           | Brasil            | n. 1929 |                   |

## Prémios
Medalha Albert Einstein
- Joseph Hooton Taylor[8]

Medalha Bigsby
- Robert Stephen White[9]

Medalha Bruce
- Donald E. Osterbrock[10]

Medalha Copley
- Sydney Brenner[11]

Medalha Davy
- JR Knowles[12]

Medalha Real
- John Mason,[13] Michael Berridge[13] e Dan Peter McKenzie[13]

Medalha Rutherford
- Vaughan Jones[14]

Prémio Fermat
- Jean-Louis Colliot-Thélène[15]

Prémio Ferreira da Silva
- António Varandas[16]

Prémio Leroy P. Steele
- François Treves[17]

Prémio Nobel
- Física - Pierre-Gilles de Gennes[1]
- Química - Richard Robert Ernst[7]
- Medicina - Erwin Neher,[5] Bert Sakmann[5]
- Economia - Ronald Coase[6]

Prémio Turing
- Robin Milner[18]

Prémio Wolf de Química
- Richard Robert Ernst[19] e Alexander Pines[19]